# Spišské Podhradie
Spišské Podhradie là một thị trấn ở Spiš, huyện Levoča, Prešov, Slovakia. Thị trấn nằm dưới chân đồi, nơi có Lâu đài Spiš có dân số khoảng 4.000 người.
Năm 1174, đây từng là một khu định cư của người Zipser German với một nhà thờ có linh mục riêng. Ngay phía trên, và liền kề với thị trấn là khi định cư giáo hội Spišská Kapitula. Spišské Podhradie có một số ngôi nhà của các thương gia thời kỳ Phục Hưng cùng một Hội đường Do Thái giáo.

## Dân số
| Năm            | 1994 | 2004   | 2014   | 2024   |
| -------------- | ---- | ------ | ------ | ------ |
| Số lượng người | 3665 | 3872   | 4035   | 3730   |
| Sự khác biệt   |      | +5,64% | +4,20% | −7,55% |

| Năm            | 2023 | 2024   |
| -------------- | ---- | ------ |
| Số lượng người | 3754 | 3730   |
| Sự khác biệt   |      | −0,63% |

## Thành phố kết nghĩa
- Głogów Małopolski, Ba Lan
- Pinetop-Lakeside, Arizona, Hoa Kỳ
- Show Low, Arizona, Hoa Kỳ
- Vrbové, Slovakia

## Hình ảnh

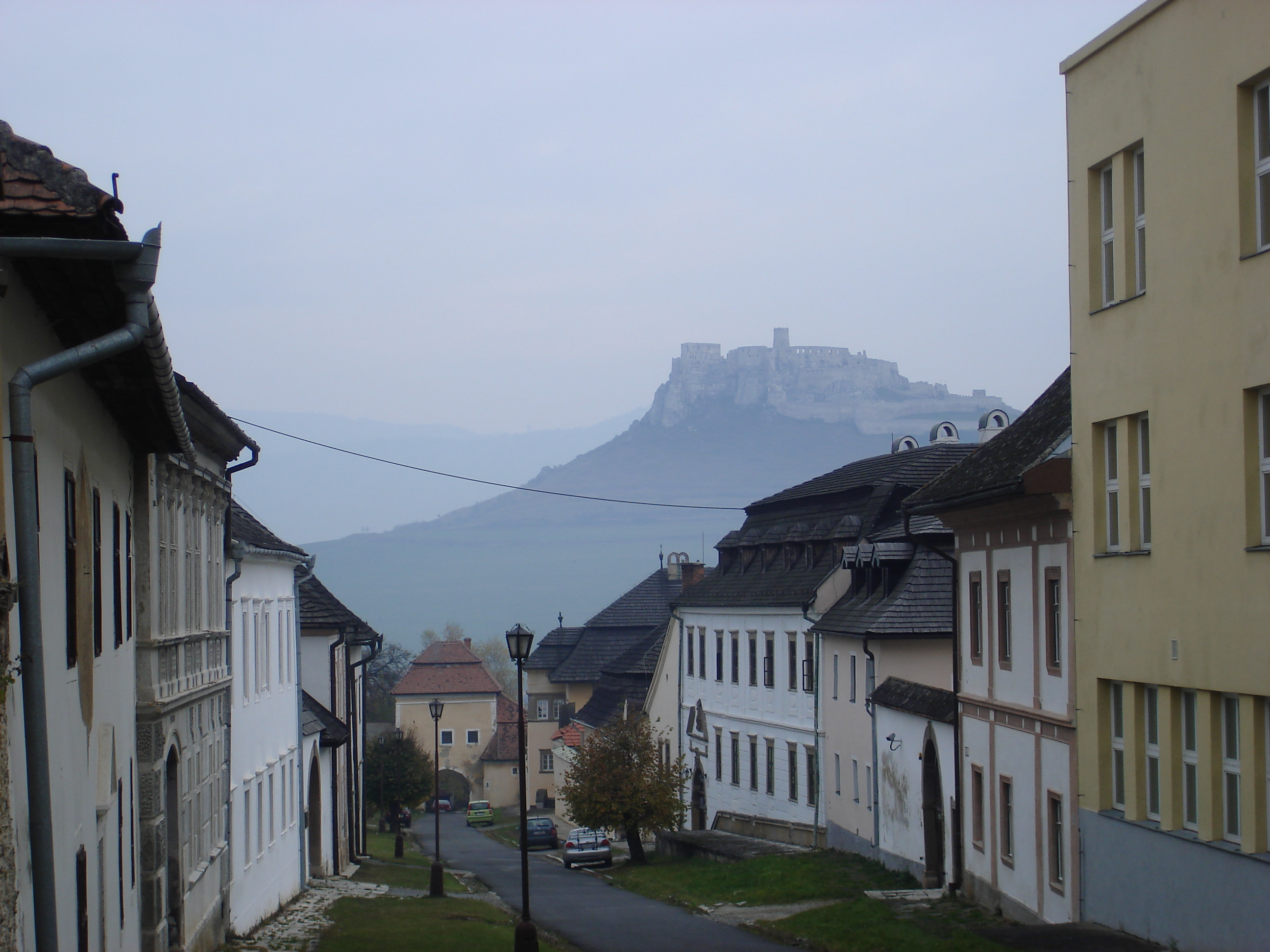
Đường ở Spišská Kapitula với Lâu đài Spiš phía xa
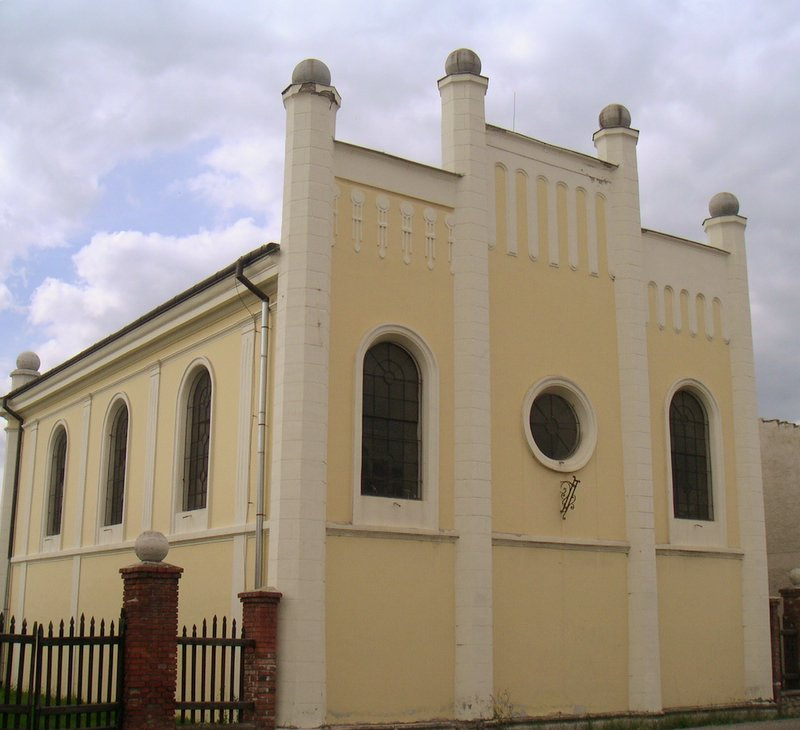
Hội đường Do Thái giáo ở Spišské Podhradie
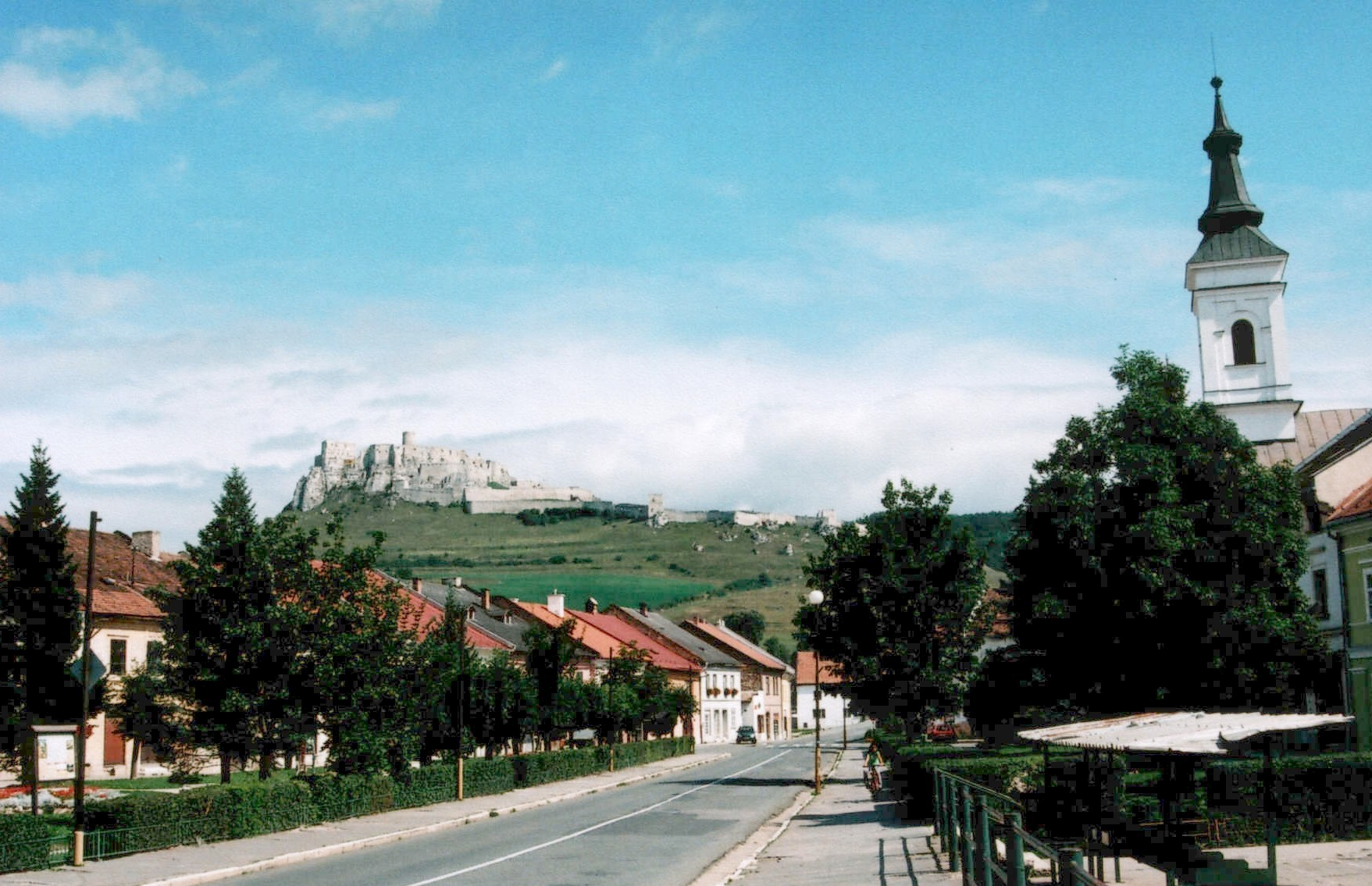
Trung tâm thị trấn và Lâu đài Spiš phía xa